# Фелікс Люксембурзький
Фелікс Люксембурзький (люксемб. Félix vu Lëtzebuerg, фр. Félix de Luxembourg, нім. Félix von Luxemburg), повне ім'я Фелікс Леопольд Марі Гійом (нар. 3 червня 1984) — принц Люксембургу, Нассау та Парми, син правлячого герцога Анрі та Марії-Терези Местре.

## Біографія

### Ранні роки
Фелікс з'явився на світ 3 червня 1984 року у пологовому будинку ім. великої герцогині Шарлотти у столиці Люксембурга. Він став другим сином в родині наслідного великого герцога Анрі та його дружини Марії-Терези Местре. Хрещеними батьками новонародженого стали: його дядько Жан та Каталіна Местре. Ім'я він отримав на честь свого прадіда. Хлопчик мав старшого брата Гійома, а згодом до нього додались молодші: Луї, Александра та Себастьян.

### Освіта
Початкову освіту здобув у школі Лоренцвайлера. Згодом навчався у приватній школі Нотр-Дам-Сейнт-Софі у Люксембурзі та швейцарському коледжі-інтернаті Alpin Beau Soleil, який закінчив у 2003 з відзнакою.
Того ж року вступив до британської Королівській військовій академії в Сандгерсті, проте був змушений залишити її через стан здоров'я.
З 2003 по 2004 Фелікс вивчав політологію, психологію та комунікації у школах Англії та Бельгії, а також відвідував курси при приватних комапаніях для здобуття необхідних навичок. 
У 2005 принц почав працювати в департаменті маркетингу і зв'язків з громадськістю у швейцарській компанії, що спеціалізується на організації культурних та спортивних заходів. Зараз він продовжує працювати в ній на посаді незалежного консультанта.
З 2009 здобуває ступінь бакалавра з біоетики в Римі.

### Приватне життя
Зустрічався із уродженкою Франкфурта Клер Ладемахер, яка є донькою магната програмного забезпечення і філантропа Гартмута Ладемахера. Познайомилися вони ще у коледжі Beau Soleil, який обидва закінчили у 2003, проте відносини у них зав'язалися пізніше.
13 грудня 2012 року було офіційно оголошено про заручини. Весілля пари відбулося 17 вересня 2013. За дев'ять місяців Фелікс та Клер стали щасливими батьками дівчинки Амалія Габріела (нар.15.06.2014)

### Особистість
Принц регулярно грає в футбол, волейбол та теніс. Цікавиться атлетикою, голфом та баскетболом. З 2005 є почесним президентом федерації баскетбола. Також полюбляє зимові види спорта: класичний та гігантський слалом, сноубординг та фрістайл.
Вільно володіє люксембурзькою, англійською, німецькою та французькою мовами. Також вивчає іспанську та італійську.